# 2009 год в истории железнодорожного транспорта
2009 год в истории железнодорожного транспорта

## События

### В мире
- 2 января — в графстве Стаффордшир, Великобритания, полностью остановлено движение поездов в результате падения самолёта на пути. Погибли 3 человека.[1]
- 8 февраля — на Кубе произошло столкновение двух пассажирских поездов, произошло близ населённого пункта Сибанику к востоку от города Камагуэй. Столкнулись поезда, следовавшие по маршрутам Мансанильо — Гавана и Гавана — Сантьяго-де-Куба. Три человека погибли, 93 получили ранения различной степени тяжести[2].
- 9 февраля — в Иране президент ОАО «РЖД» Владимир Якунин принял участие в торжественной церемонии в честь начала работ по электрификации железнодорожной линии Тебриз — Азаршахр[3].
- 11 февраля — Китайская государственная компания по строительству железных дорог (CRCC) подписала крупный контракт с правительством Саудовской Аравии на строительство монорельсовой железной дороги между Меккой и Мединой — традиционными местами паломничества мусульман. Ожидается, что строительство будет завершено к 2012 году[4].
- 21 февраля — в Словакии поезд врезался в туристический автобус. Столкновение произошло неподалёку от города Брезно. В результате аварии погибли 12 пассажиров автобуса. Ещё 20 человек получили ранения[5].
- Июнь — в Азербайджане закрыта Бакинская детская железная дорога[6].
- 9 июля — в США в двадцати километрах от Детройта пассажирский поезд врезался в переезжавший железнодорожные пути легковой автомобиль. В результате аварии находившиеся в машине пять человек погибли на месте[7].
- 12 июля — 27 человек получили незначительные травмы в результате столкновения поездов миниатюрной железной дороги, находящейся в Центральном аквариуме города Хьюстон (штат Техас) на юге США[8].
- 23 июля — 6 человек погибли и 30 получили ранения в результате схода поезда с рельсов на Мадагаскаре. Джангл-экспресс с европейскими туристами возвращался из прибрежного города Манакара.[9]
- 24 июля — 6 человек погибли и 20 получили ранения в результате крушения поезда в Хорватии. Скоростной поезд, следовавший из Загреба в Сплит, сошёл с рельсов в районе деревни Рудине в 30 км от пункта назначения.[10]
- 31 июля — Южно-Кавказская железная дорога открыла железнодорожный музей в здании Центрального вокзала Еревана.[11]
- 8 августа — в Чехии экспресс категории EuroCity, следовавший из Кракова в Прагу, на скорости около 140 км в час врезался в мост, обрушившийся на железнодорожные пути. По меньшей мере десять человек погибли и около ста получили ранения[12].
- 27 августа — в Турции в результате крушения поезда пять человек погибли и около двадцати ранены. Поезд, шедший из Анкары в Стамбул, врезался в стоявший на путях экскаватор[13].
- 29 августа — в Камеруне произошло крушение поезда следовавшего из города Нгаундере в столицу Яунде. Пять человек погибли и не менее 275 получили ранения[14].
- 21 октября — в Индии около города Матура произошло столкновение поездов Goa Express и Mewar Express. В результате катастрофы не менее 21 человека погибли, свыше 20 получили серьёзные ранения[15].
- 24 октября — в Египте к юго-западу от Каира, недалеко от населённого пункта Алб-Аят, два пассажирских поезда, которые следовали в одном направлении врезались друг в друга. Пять вагонов сошло с рельсов и затем перевернулось. По официальным данным погибших насчитывается более 25 человек[16].
- 18 декабря — на четверо суток прервалось движение поездов по Евротоннелю[17][18].

### В России
- 15 января — Локомотивному депо Каменоломни (Северо-Кавказская железная дорога) исполнилось 145 лет.[19]
- 20 января — на станции Адлер (Северо-Кавказская железная дорога) закончена подготовка грузового двора к приёму грузов для олимпийской стройки.[20]
- 23 января — газотурбовоз ГТ1-001 впервые провёл грузовой состав весом 15 тысяч тонн (159 вагонов).[21]
- 26 января — электричка Москва-Тверь врезалась в тупиковое ограждение на Ленинградском вокзале в Москве. Инцидент произошёл в 17:23 по московскому времени, пострадали несколько человек[22].
- 2 февраля — в 3:40 по московскому времени на станции Кабаклы Западно-Сибирской железной дороги произошёл сход 10 вагонов грузового поезда № 2175. Жертв и пострадавших нет. Причина схода — излом боковой рамы тележки производства концерна «Азовмаш» (г. Мариуполь, Украина).[23]
- 6 февраля — на перегоне Чульжан — Бельсу Красноярской железной дороги произошёл сход снежной лавины перед грузовым поездом из порожних вагонов. Машинист применил экстренное торможение, но из-за малого расстояния наезда на сошедшую лавину избежать не удалось. С рельсов сошёл локомотив и 9 вагонов. Пострадавших нет. На место происшествия прибыли 3 восстановительных поезда и снегоуборочная техника[24].
- 8 февраля — на перегоне Чульжан — Бельсу Красноярской железной дороги произошёл сход двух снежных лавин. В зоне схода лавин оказались 2 монтёра Чульжанской дистанции пути, один из которых от полученных травм скончался, второй — доставлен в больницу. Движение на участке временно остановлено. На месте схода лавины работают восстановительные поезда и снегоуборочная техника[25].
- 15 марта — высокоскоростной поезд «Сапсан» совершил первый опытный рейс по маршруту Санкт-Петербург — Москва.[23]
- 11 июля — на регулируемом переезде станции Шоркистры Горьковской железной дороги поезд № 25 врезался в автомобиль Шевроле-Нива, за рулём которого находился судья Верховного суда Чувашской республики.
- 11 июля отметила своё 35летие Байкало-Амурская Магистраль[26].
- 24 июля — в Ижевске после реконструкции открылся обновлённый железнодорожный вокзал и интермодальный центр перевозок, предназначенный для продажи билетов железнодорожного, авиа и междугороднего автобусного сообщений[27].
- 30 июля — высокоскоростной поезд «Сапсан» ОАО «РЖД» совершил первую демонстрационную поездку по маршруту Москва — Санкт-Петербург. Скорость в пути составляла 160—250 км/ч.[28]
- 27 ноября — произошло крушение поезда «Невский Экспресс»[29]. Предварительная версия — террористический акт. По данным на 12 декабря в результате крушения травмированы 95 человек, 27 погибли.
- 2 декабря — на перегоне Тулун — Нюра на железнодорожном переезде произошло столкновение грузового поезда с бензовозом, в результате чего возник пожар. Огнём повреждены электровоз ВЛ85-054 и два вагона-цистерны[30].
- 18 декабря — запуск высокоскоростного поезда «Сапсан» сообщением Москва — Санкт-Петербург.